# John Colson
John Colson va ser un matemàtic anglès del segle xviii, professor lucasià a la Universitat de Cambridge.

## Vida
Colson va néixer a Lichfield, on el seu pare era vicari del cor de la catedral. Després d'estudiar a l'escola de Lichfield, el 1699 va ingressar al Christ Church College de la Universitat d'Oxford, però no es té notícia de la seva graduació.
El 1709 va ser escollit professor a la recentment creada Escola de Matemàtiques de Sir Joseph Williamson a Rochester i el 1713 va esdevenir fellow de la Royal Society. De 1724 fins al 1740 va ser, a més, vicari de la parròquia de Chalk (Kent).
El 1739 va deixar Rochester en ser escollit professor del Sidney Sussex College de Cambridge. Pocs mesos després, en morir Nicholas Saunderson, titular de la Càtedra Lucasiana, va ser escollit per a ocupar-la, enfront d'un altre contendent com Abraham de Moivre (que ja tenia 72 anys). Aquest nomenament fou força criticat per les escasses aportacions originals de Colson a les matemàtiques. Potser per aquest motiu va tenir poc èxit en atraure estudiants de matemàtiques a la universitat de Cambridge.

## Obra
L'obra de Colson es redueix a uns quants articles de cert interès als Philosophical Transactions de la Royal Society i algunes traduccions que van tenir força difusió.
Respecte als articles, es poden destacar:
- The universal resolution of cubic and biquadratic equations (1707), dedicat a la resolució de les equacions cúbiques i quàrtiques.[4]
- A Short Account of Negativo-Affirmative Arithmetick (1713), en el que proposava substituir la notació dels nombres {\displaystyle 9,8,7} i {\displaystyle 6} per la seva forma negativa {\displaystyle 1{\bar {1}},1{\bar {2}},1{\bar {3}},1{\bar {4}}}, 10 menys 1, 10 menys 2, etcètera.[5]
- The Construction and Use of Spherical Maps, or Such as are Delineated upon Portions of a Spherical Surface (1736)

El que li va donar més fama van ser les seves traduccions, entre les quals cal destacar The Method of Fluxions and Infinite Series de Newton, qui l'havia escrit en llatí. En els darrers anys de la seva vida va estar estudiant italià per a poder traduir les Instituzioni analítiche ad uso della gioventù italiana de Maria Gaetana Agnesi, traducció que es va publicar de forma pòstuma el 1801, més de quaranta anys després de la seva mort. Va ser en aquest llibre on va batejar la corba d'Agnesi com la bruixa d'Agnesi (witch of Agnesi) en no saber com traduir el mot italià versiera, tal com la va anomenar Agnesi.